# Anthony Yigit
Anthony Yigit (* 1. September 1991 in Stockholm) ist ein schwedischer Profiboxer und ehemaliger Europameister im Halbweltergewicht.

## Karriere
Yigit boxte als Amateur im Halbweltergewicht (bis 64 kg). Er wurde 2010 und 2012 Schwedischer Meister, gewann die Nordeuropäische Meisterschaft 2012 und war Viertelfinalist der Europameisterschaften 2010 und 2011, sowie Achtelfinalist der Weltmeisterschaft 2011. Bei den Olympischen Spielen 2012 schied er im Achtelfinale knapp mit 23:24 gegen den Ukrainer Denys Berintschyk aus.
Seit 2013 boxt er im Profilager. Er schlug in seiner Aufbauphase bisher Boxer mit positiven Bilanzen wie Kasper Bruun (16-0), Kim Poulsen (26-1) und Timo Schwarzkopf (14-0). Im Dezember 2015 besiegte er den Ex-Weltmeister DeMarcus Corley vorzeitig in der dritten Runde. Im September 2016 gewann er gegen Armando Robles (31-4).
Am 11. Februar 2017 gewann er in England den EBU-Europameistertitel durch einen einstimmigen Punktesieg über Lenny Daws (30-4). Im September 2017 verteidigte er den Titel nach Punkten gegen Sandor Martin (29-1). Eine weitere Titelverteidigung gewann er im Dezember 2017 gegen Joe Hughes (15-2).
Am 27. Oktober 2018 boxte er gegen Iwan Barantschyk (18-0) um die IBF-Weltmeisterschaft im Halbweltergewicht, verlor den Kampf jedoch durch Ringrichterabbruch in der siebenten Runde. Am 17. Juli 2021 verlor er zudem beim Kampf um die WBA-Interimsweltmeisterschaft im Leichtgewicht gegen Rolando Romero.

## Auszeichnungen
- 2017: EBU Boxer des Jahres